# Denis Dembélé
Denis Dembélé (* 9. September 1978) ist ein ehemaliger ivorischer Fußballschiedsrichter.
Von 2009 bis 2018 stand Dembélé auf der Liste der FIFA-Schiedsrichter und leitete internationale Fußballpartien.
Beim Afrika-Cup 2017 in Gabun pfiff Dembélé ein Spiel in der Gruppenphase. Zudem war er Schiedsrichter in der CAF Champions League, in der afrikanischen WM-Qualifikation sowie bei diversen Qualifikations- und Freundschaftsspielen.
2018 wurden Dembélé und 20 weitere afrikanische Schiedsrichter im Zuge von Korruptionsenthüllungen von der CAF suspendiert. Er erhielt eine Sperre von sechs Jahren.